# Noordermeer (Noord-Holland)
Noordermeer is een buurtschap in de gemeente Koggenland, in de Nederlandse provincie Noord-Holland.
De buurtschap valt formeel onder het dorp Zuidermeer. De buurtschap is gelegen in het verlengde van dat dorp. De buurtschap loopt door tot aan de dijk en buurtschap Zomerdijk. De Noordermeer loopt kronkelig tussen de genoemde plaatsen in.
Noordermeer is vernoemd naar het feit dat de polder grotendeels ten noorden ligt van Baarsdorpermeer. De kern van Noordermeer is gelegen bij het water genaamd Groote Sloot, verder is de buurtschap vooral agrarisch.
Noordermeer behoorde van 1979 tot 2007 tot de gemeente Wester-Koggenland, die per 2007 is gefuseerd tot de gemeente Koggenland.
Dorpen: Avenhorn · Berkhout · Bobeldijk · De Goorn (gemeentehuis) · Grosthuizen · Hensbroek · Obdam · Oudendijk · Rustenburg · Scharwoude · Spierdijk · Ursem · Wogmeer · Zuidermeer

Buurtschappen: Berkmeer · Baarsdorpermeer · De Hulk (deels) · Kathoek · Noord-Spierdijk · Noorddijk · Noordermeer · Obdammerdijk · Oosteinde

Gehuchten: Oostmijzen · Zuid-Spierdijk
Noord-Holland: Steden en dorpen in Noord-Holland      Nederland: Provincies · Gemeenten